# Kill Me Please
Kill Me Please è un film del 2010 diretto da Olias Barco, vincitore del Marc'Aurelio d'Oro della Giuria per il miglior film al Festival Internazionale del Film di Roma del 2010. Bouli Lanners riceve una candidatura per il suo ruolo ai Premi Magritte 2012 nella categoria miglior attore non protagonista.
È uscito in Francia e Belgio il 3 novembre 2010.
In Italia è uscito il 14 gennaio 2011.

## Trama
Medico all'avanguardia, il Dr Kruger vuole dare un senso al suicidio e al tempo stesso limitare il fenomeno. Ha creato una struttura terapeutica dove darsi la morte non sia più "un atto barbarico", ma un atto consapevole svolto con assistenza medica. La sua clinica esclusiva richiama l'attenzione di un gruppo di strani personaggi, accomunati dal desiderio di morire: un famoso regista con un cancro incurabile, un commesso viaggiatore malato terminale, un ricco ereditiere, un lussemburghese che ha perso tutto al gioco, una bella ragazza con una malattia orfana, una cantante dalla voce rovinata, un depresso cronico. Dopo essersi consultati con Kruger sulle motivazioni che li spingono a farla finita, ciascuno di loro ha diritto a esprimere un'ultima richiesta. Ma nelle isolate montagne un gruppo di abitanti del villaggio vicino decide di scacciare violentemente la clinica.

## Riconoscimenti
- 2010 – Festival internazionale del film di Roma
  - Marc'Aurelio d'Oro per il miglior film
  - Premio Farfalla d'oro - Agiscuola